# Marie-Anne Collot

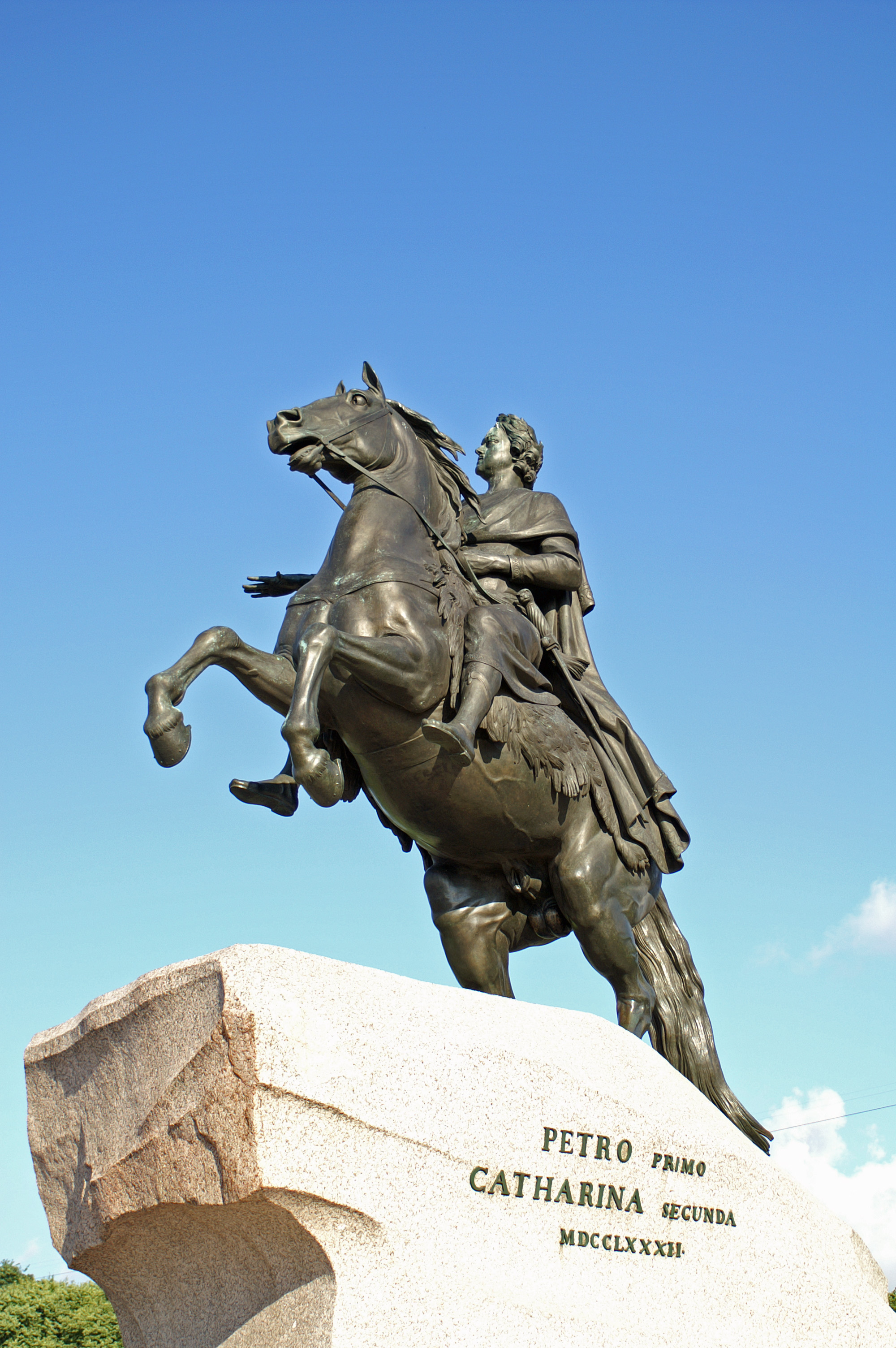
Ruiterstandbeeld van Peter de Grote, de zogenaamde « bronzen ruiter », in Sint-Petersburg (1782).

Marie-Anne Collot (1748 - 1821) was een beeldhouwster. Ze was een leerling van Étienne-Maurice Falconet. Ze heeft onder andere in Frankrijk, in Rusland en in de Republiek gewerkt. Haar portretten van Denis Diderot, Catharina II, en vooral het hoofd van het ruiterstandbeeld van tsaar Peter de Grote zijn zeer bekend. In Nederland maakte ze onder andere een buste van stadhouder Willem V.